# 蕉赖皇后镇
蕉賴皇后鎮位於吉隆坡南部，距離市中心約6公里，面積約220公頃。佔地48公頃的皇后鎮湖濱公園（Taman Tasik Permaisuri）為當地著名地標，於每年元宵節之時，吸引許多年輕華裔前往拋柑。

## 歷史
蕉賴皇后鎮前身為錫礦區，區內有許多廢礦湖分佈，於2000年由高美達地產公司（Glomac）與吉隆坡市政府聯合開發之社區，主要是高级公寓、公寓、组屋等高密度社區，面積約220公頃。其地理位置位於敦拉薩鎮與蕉賴之邊界。

## 交通
蕉賴皇后鎮內並無鐵路經過，當地居民主要前往鄰近的沙叻秀（Salak Selatan）使用鐵路服務。[[蕉賴吉隆坡第二中環公路（MRR2）、隆布大道（MEX）新街場大道（BESRAYA）及隆芙大道（KLS）為蕉賴皇后鎮的主要聯外道路。
| 車站編號 | 車站名称 | 原文名        | 车站服务   |
| -------- | -------- | ------------- | ---------- |
| KB03     | 沙叻秀站 | Salak Selatan | 1 芙蓉线   |
| SP13     | 沙叻秀站 | Salak Selatan | 4 大城堡线 |